# العلاقات الفلبينية النيبالية
العلاقات الفلبينية النيبالية هي العلاقات الثنائية التي تجمع بين الفلبين ونيبال.

## مقارنة بين البلدين
هذه مقارنة عامة ومرجعية للدولتين:
| وجه المقارنة                                              | الفلبين                       | نيبال                             |
| --------------------------------------------------------- | ----------------------------- | --------------------------------- |
| المساحة (كم2)                                             | 343.45 ألف                    | 147.18 ألف                        |
| عدد السكان (نسمة)                                         | 104.92 مليون                  | 29.40 مليون                       |
| الكثافة السكانية (ن./كم²)                                 | 305.49                        | 199.76                            |
| العاصمة                                                   | مانيلا                        | كاتماندو                          |
| اللغة الرسمية                                             | اللغة الفلبينية، لغة إنجليزية | اللغة النيبالية                   |
| العملة                                                    | بيسو فلبيني                   | روبية نيبالية                     |
| الناتج المحلي الإجمالي (بليون دولار)                      | 313.60 مليار                  | 24.47 مليار                       |
| الناتج المحلي الإجمالي (تعادل القوة الشرائية) بليون دولار | 743.90 مليار                  | 70.20 مليار                       |
| الناتج المحلي الإجمالي الاسمي للفرد دولار أمريكي          | 2.90 ألف                      | 743                               |
| الناتج المحلي الإجمالي للفرد دولار أمريكي                 | 7.39 ألف                      | 2.37 ألف                          |
| مؤشر التنمية البشرية                                      | 0.668                         | 0.548                             |
| رمز المكالمات الدولي                                      | +63                           | +977                              |
| رمز الإنترنت                                              | .ph                           | .np                               |
| المنطقة الزمنية                                           | توقيت الفلبين                 | UTC+05:45، التوقيت الموحد لنيبال ‏ |

## منظمات دولية مشتركة
يشترك البلدان في عضوية مجموعة من المنظمات الدولية، منها:
| علم المنظمة | اسم المنظمة                               | تاريخ انضمام الفلبين | تاريخ انضمام نيبال |
| ----------- | ----------------------------------------- | -------------------- | ------------------ |
|             | مؤسسة التنمية الدولية                     | 28 أكتوبر 1960       | 6 مارس 1963        |
|             | يونسكو                                    | 21 نوفمبر 1946       | 1 مايو 1953        |
|             | مؤسسة التمويل الدولية                     | 12 أغسطس 1957        | 7 يناير 1966       |
|             | منظمة حظر الأسلحة الكيميائية              | ?                    | ?                  |
|             | الأمم المتحدة                             | 24 أكتوبر 1945       | 14 ديسمبر 1955     |
|             | منظمة الشرطة الجنائية الدولية             | ?                    | ?                  |
|             | البنك الدولي للإنشاء والتعمير             | 27 ديسمبر 1945       | 6 سبتمبر 1961      |
|             | الاتحاد البريدي العالمي                   | ?                    | ?                  |
|             | المركز الدولي لتسوية المنازعات الاستشارية | 17 ديسمبر 1978       | 6 فبراير 1969      |
|             | وكالة ضمان الاستثمار متعدد الأطراف        | 8 فبراير 1994        | 9 فبراير 1994      |
|             | بنك التنمية الآسيوي                       | 1966                 | 1966               |
|             | منظمة التجارة العالمية                    | 1995                 | ?                  |
|             | الفريق المعني برصد الأرض                  | ?                    | ?                  |

## وصلات خارجية
- موقع وزارة الخارجية الفلبينية
- موقع وزارة الخارجية النيبالية